# طية الهستون
طَيّ الهستون هو الطيّة الموجودة بالقرب من ذرة الكربون المركزية لكل نوع من أنواع الهستون في ثمانية الهستون نواة الهستونات تتشارك هيكليا بقطعة، طيّة الهستون، تبلغ متوسط طولها نحو 70 من الأحماض الأمينية. طيّة الهستون تتألف من ثلاثة حلزونات من نوع ألفا [الإنجليزية] متصلة بحلقات قصيرة.